# John Cunningham (acteur)
Pour les articles homonymes, voir John Cunningham et Cunningham.
John Cunningham, né le 22 juin 1932 à Auburn dans l'État de New York (États-Unis), est un acteur américain mais aussi compositeur et producteur. Il a travaillé avec de nombreux interprètes tels que XXXTentacion. 

## Filmographie
- 1954 : The Secret Storm (série télévisée) : Chuck Bannister (1965)
- 1964 : Another World (série télévisée) : Dr. Dan Shearer #1 (1970-1971)
- 1951 : C'est déjà demain ("Search for Tomorrow") (série télévisée) : Dr. Wade Collins (1971-1977)
- 1978 : C'est dans la poche (Matilda) : Dave Holter
- 1978 : The Big Fix : Hawthorne
- 1979 : L'Amour sur béquilles (Lost and Found) de Melvin Frank : Lenny
- 1981 : The Marvelous Land of Oz (TV) : Women's Army of Revolt / Citizens of Oz
- 1968 : On ne vit qu'une fois ("One Life to Live") (série télévisée) : Carl Eberhart (1982)
- 1983 : Amoureusement vôtre ("Loving") (série télévisée) : Garth Slater (1983) (original cast)
- 1985 : Private Sessions (TV) : Paul Rogers
- 2003 : New York, police judiciaire (TV)
- 1985 : Key Exchange : Sloane
- 1986 : Twisted (en) : Jim Kempler
- 1986 : Adam's Apple (TV)
- 1987 : Opération survie (The Survivalist) : garde national, équipe de commandement
- 1987 : La Joyeuse Revenante (Hello Again) : Bruce Holt
- 1988 : Toutes folles de lui : Substitute
- 1988 : Mystic Pizza : Mr. Charles Gordon Windsor, Sr.
- 1988 : Haine et Passions ("The Guiding Light") (série télévisée) : Welles Carrera
- 1989 : Le Cercle des poètes disparus (Dead Poets Society) : Mr. Anderson
- 1992 : Swans Crossing (série télévisée) : Grant Booth #2
- 1992 : La Différence (School Ties) : Grayson Dillon
- 1993 : Le Concierge du Bradbury (For Love or Money) : Mr. Brinkerhoff
- 1993 : Six degrés de séparation (Six Degrees of Separation) : John
- 1994 : The Cosby Mysteries (TV)
- 1995 : Un ménage explosif (Roommates), de Peter Yates : Burt Shook
- 1995 : Nixon d'Oliver Stone : Bob
- 1996 : Dernière danse (Last Dance) : William J. McGuire
- 1997 : States of Control : Paul, the Director
- 1997 : In and Out (In & Out) : 'Be a Man' Tape Instructor (voix)
- 1997 : Starship Troopers de Paul Verhoeven : Federation Network Announcer
- 1997 : Le Chacal (The Jackal) : FBI Director Donald Brown
- 2000 : Isn't She Great : Nelson Hastings
- 2000 : Shaft : Judge
- 2002 : L'Amour sans préavis (Two Weeks Notice) : Justice of the Peace
- 2003 : DC 9/11: Time of Crisis (TV) : Secretary of Defense Donald Rumsfeld
- 2004 : The Warrior Class : JJ Tierney
- 2004 : La Revanche de Sherlock Holmes (Sherlock Holmes and the Case of the Silk Stocking) (TV) : Bates
- 2005 : Silver Bells (TV) : Sylvester